# NGC 778
NGC 778 je galaksija u zviježđu Trokut.

## Vanjske poveznice
- SEDS: NGC 778